# Max Frey (Chorleiter)
Max Frey (* 24. Juni 1941) ist ein deutscher Chorleiter.

## Werdegang
Frey war Professor für Chorleitung an der Hochschule für Musik und Theater München. Während des letzten halben Jahrhunderts entstanden unter seiner Stabführung hunderte von Einspielungen für CD und Rundfunk. Er ist Herausgeber zahlloser Literatur für Chor und Schule bei allen renommierten deutschen Musikverlagen. Im Jahr 1979 gründete er den Madrigalchor der Hochschule für Musik und Theater München. Er  leitete ihn bis zum Eintritt in den Ruhestand im Jahr 2006.
Max Frey ist ein gefragter Juror bei Chorwettbewerben und Dozent bei nationalen und internationalen Meisterkursen. Er ist Vorsitzender des Musikausschusses des Bayerischen Sängerbundes.

## Ehrungen
- 7. Januar 1991: Bundesverdienstkreuz am Bande[1]
- 2007: Orlando-di-Lasso-Medaille des Bayerischen Sängerbunds
- : Goldene Bürgermedaille der Stadt Starnberg
- 2015: Bayerischer Staatspreis für Musik